# Edward Kimball
Edward Kimball, nato Edward Marshall Kimball  (Keokuk, 26 giugno 1859 – Hollywood, 4 gennaio 1938), è stato un attore statunitense.
Di formazione teatrale, lavorò nel cinema all'epoca del muto. Sua figlia Clara Kimball Young, nata dal matrimonio con l'attrice Pauline Maddern, fu - negli anni dieci del Novecento - una delle più note attrici dello schermo.

## Filmografia
- The Little Minister, regia di James Young - cortometraggio (1913)
- The Awakening of Barbara Dare, regia di Wilfrid North - cortometraggio (1914)
- The Gang, regia di Ned Finley - cortometraggio (1914)
- David Garrick, regia di James Young - cortometraggio (1914)
- Lily of the Valley, regia di Wilfrid North - cortometraggio (1914)
- Lola, regia di James Young - cortometraggio (1914)
- The Deep Purple, regia di James Young (1915)
- Marrying Money, regia di James Young (1915)
- The Little Mademoiselle, regia di Oscar Eagle (1915)
- Camille, regia di Albert Capellani (1915)
- The Yellow Passport, regia di Edwin August (1916)
- Love's Crucible, regia di Émile Chautard (1916)
- A Woman's Power, regia di Robert Thornby (1916)
- The Feast of Life, regia di Albert Capellani (1916)
- Tangled Fates, regia di Travers Vale (1916)
- Miss Petticoats, regia di Harley Knoles (1916)
- A Woman's Way, regia di Barry O'Neil (1916)
- The Common Law, regia di Albert Capellani (1916)
- The Hidden Scar, regia di Barry O'Neil (1916)
- A Woman Alone, regia di Harry Davenport (1917)
- The Bondage of Fear, regia di Travers Vale (1917)
- The Web of Desire, regia di Émile Chautard (1917)
- Man's Woman
- The Mad Lover, regia di Léonce Perret (1917)
- Magda, regia di Émile Chautard (1917)

- L'artiglio (The Claw), regia di Robert G. Vignola (1918)

- The Marionettes, regia di Émile Chautard (1918)
- The House of Glass, regia di Émile Chautard (1918)
- The Savage Woman, regia di Edmund Mortimer e Robert G. Vignola (1918)
- The Road Through the Dark, regia di Edmund Mortimer (1918)
- The Better Wife, regia di William P.S. Earle (1919)
- Eyes of Youth, regia di Albert Parker (1919)
- For the Soul of Rafael, regia di Harry Garson (1920)
- Mid-Channel, regia di Harry Garson (1920)
- Charge It, regia di Harry Garson (1921)
- What No Man Knows, regia di Harry Garson (1921)
- La donna di bronzo (The Woman of Bronze), regia di King Vidor (1923)
- Trilby, regia di James Young (1923)
- La vampa (The Cheat), regia di George Fitzmaurice (1923)
- I'll Show You the Town, regia di Harry A. Pollard (1925)